# Inštitut za novejšo zgodovino, Ljubljana
Inštitut za novejšo zgodovino (kratica INZ) je slovenski javni raziskovalni zavod za proučevanje novejše in sodobne zgodovine Slovencev. Nahaja se v zgradbi Kazine na Kongresnem trgu 1 v Ljubljani.

## Zgodovina
Leta 1959 je vlada Ljudske republike Slovenije za raziskovanje zgodovine delavskega gibanja in vladajoče Komunistične partije v Ljubljani ustanovila Inštitut za zgodovino delavskega gibanja. Poleg raziskovalnega oddelka in knjižnice sta ga sestavljala tudi Muzej narodne osvoboditve Slovenije in arhivski oddelek. Prvotni koncept se je hitro spreminjal: muzej (sedaj Muzej novejše zgodovine Slovenije) se je leta 1962 osamosvojil, raziskovalno področje pa se je sčasoma razširilo na celotno politično, kulturno, socialno in gospodarsko zgodovino slovenskega prostora od srede 19. stoletja. Skladno s tem in zaradi spremembe političnega sistema v Sloveniji se je inštitut leta 1989 preimenoval v Inštitut za novejšo zgodovino. Preoblikovanje v čisto raziskovalno ustanovo se je končalo leta 1992, ko je bil arhivski oddelek izločen iz inštituta in pridružen Arhivu Republike Slovenije. 
INZ izdaja znanstveno revijo Prispevki za novejšo zgodovino in upravlja portal sistory.si.

## Zaposleni
Ravnatelji oziroma direktorji
- Dušan Bravničar: 1959 – 1962
- France Kimovec: 1962 – 1967
- Bogdan Osolnik: 1967 – 1971
- Tone Ferenc: 1971 – 1975
- France Kresal: 1975 – 1979
- Milica Kacin Wohinz: 1979 – 1983
- Jasna Fischer: 1983 – 2005
- Jerca Vodušek Starič: 2005 – 2008
- Damijan Guštin: 2008 – 2018
- Jure Gašparšič: 2018 – 2020
- Andrej Pančur: 2020 – sedanjost